# مسابقه محله
مسابقه محله، برنامه‌ای تلویزیونی مخصوص گروه کودک و نوجوان بود که با اجرای مسعود روشن‌پژوه اجرا می‌شد. پخش این برنامه که جنبه مسابقه‌ای-ورزشی-سرگرمی داشت از سال ۱۳۷۰ آغاز شدو تا دوران دنیاگیری کرونا ادامه داشت. در این برنامه که حالت مسابقه‌ای و سرگرمی داشت و هر بار در یک محل یا مکان اجرا می‌شد کودکان و نوجوانان حضور یافته و به اجرای انواع شیرین‌کاری‌ها، بازی‌ها و مسابقات می‌پرداختند. این برنامه با تم طنز همراه بود و طراحی بازی‌ها و مسابقات را خود روشن‌پژوه برعهده داشت.
این برنامه تاکنون علاوه بر نقاط مختلف تهران در شهرستان‌های مختلف ایران نیز اجرا شده‌است.
اجرای این برنامه بعد از دوران همه گیری کرونا دیگر ادامه نیافت.